# Helmut Zacharias
Helmut Zacharias (27 de enero de 1920-28 de febrero de 2002) fue un violinista y compositor alemán, creador de más de 400 composiciones, vendió más de 14 millones de discos. También fue actor, interpretando usualmente a músicos en diferentes producciones cinematográficas.

## Inicios
Nacido en Berlín, Alemania, su padre, Karl, era también violinista y director de orquesta, mientras que su madre era cantante. A los dos años y medio empezó a recibir clases de música de su padre, y a los seis tocaba en el club Faun, un cabaret en la Friedrichstraße de Berlín. Con 8 años fue el estudiante más joven de las clases de Gustav Havemann en la Academia de Música de Berlín. Zacharias tocó por vez primera en la radio a los once años, interpretando el Concierto para violín n.º 3 de Mozart, y en 1934, con catorce, empezó a actuar en gira. En esos años, la década de 1930, en Alemania estaban disponibles los discos de Django Reinhardt y Stéphane Grappelli, intérpretes que tuvieron una gran influencia en el estilo musical de Zacharias.

## Carrera musical
En 1940 Zacharias fue descubierto por Lindström-Electrola (en esa época la rama alemana de EMI) y en 1941 tuvo su primer gran éxito con Schönes Wetter Heute. En los años 1950 fue considerado uno de los mejores violinistas de jazz de Europa, y se le llamó "El Violinista Mágico" y "Sr. Violín de Alemania". En 1956 consiguió su mayor éxito en los Estados Unidos al lanzar el disco "When the White Lilacs Bloom Again", el cual, el 22 de septiembre, alcanzó el número 12 de la lista Billboard Hot 100. Además, el 21 de noviembre de 1964 fue el número 9 de la UK Singles Chart con Tokyo Melody, tema que fue utilizado para la cobertura que la BBC llevó a cabo de los Juegos Olímpicos de Tokio 1964. A finales de la década de 1950 Zacharias se mudó a Suiza y continuó tocando con otros muchos artistas de fama, entre ellos Yehudi Menuhin. Desde 1968 a 1973 actuó en un show televisivo propio, y en 1985 fue galardonado con la Orden del Mérito de la República Federal de Alemania.

## Vida personal
A Zacharias se le diagnosticó en 1995 una enfermedad de Alzheimer, retirándose de la vida pública en 1997 antes de que su situación fuera dada a conocer en el Día Mundial del Alzheimer en 2000. Helmut Zacharias falleció en 2002 en Brissago, Suiza, y fue enterrado en el Cementerio Ohlsdorf de Hamburgo.
Zacharias había estado casado con Hella Konradat desde 1943 hasta el momento de su muerte. El matrimonio tuvo dos hijos, Stephan y Thomas, y una hija, Sylvia. Stephan, nacido en 1956, es un compositor entre cuyas producciones figura la banda sonora del film nominado a los Oscar Der Untergang.

## Selección de su discografía
- 12 Violin Sonatas, Op.2 (Vivaldi) (1953)
- Ich liebe deinen Mund (1955)
- Hello, Scandinavia (1958)
- Holiday in Spain (1959)
- Two Million Strings, con Werner Müller (1959)
- Songs of Old Russia (1959)
- Candelight Serenade (1960)
- The Best of Everything (1961)
- A Violin Sings (1962)
- On Lovers' Road (1963)
- Candlelight Serenade (1965)
- De Gouden Plaat Van Helmut Zacharias (1967)
- Happy Strings Happy Hits (1967)
- James Last Meets Helmut Zacharias (1967)
- Happy Strings of Zacharias (1968)
- Light My Fire (1968)
- Mexico Melody (1968)
- Zacharias Plays The Hits (1969)
- Zacharias Plays Verdi & Puccini (1970)
- Zacharias Plays Verdi & Bizet (1970)
- Greatest Hits (1973)
- Buenos Días (1974)
- Swinging Hits (1977)
- Les Belles Années (1978)

## Filmografía[15]
| Año  | Film                                    | Papel          | Observaciones |
| ---- | --------------------------------------- | -------------- | ------------- |
| 1949 | Hallo, Fräulein!                        | Músico         |               |
| 1952 | Heimweh nach dir                        | Violinista     |               |
| 1952 | Königin der Arena                       | Director       |               |
| 1952 | Eine nette Bescherung                   |                | Telefilme     |
| 1953 | Das singende Hotel                      | Karli Alten    |               |
| 1954 | An jedem Finger zehn                    | Músico         |               |
| 1955 | Wie werde ich Filmstar?                 |                |               |
| 1962 | Totò di notte n. 1                      |                |               |
| 1963 | Jolanthe lässt bitten....               | Como él mismo  | Telefilme     |
| 1964 | Silvester Show                          | Instrumentista | Telefilme     |
| 1966 | Von uns – für Sie!                      |                | Telefilme     |
| 1981 | So schön wie heut', so müßt' es bleiben | Músico         | Telefilme     |